# Manchester Metrolink
Manchester Metrolink – sieć pociągotramwajowa w hrabstwie Wielki Manchester. Obejmuje  Manchester i jest połączona z sieciami tramwajowymi w  Altrincham, Ashton-under-Lyne, Bury, wschodnim Didsbury, Eccles, lotniskiem w Manchesterze i Rochdale. Została oficjalnie otwarta 6 kwietnia 1992; wówczas łączyła stację kolejową Manchester Victoria z Bury i była drugą po Blackpool czynną wtedy siecią tramwajową w Wielkiej Brytanii. Tramwaje w Manchesterze wcześniej funkcjonowały w latach 1877–1949.
Powstawanie Metrolink dzieli się na następujące fazy:
- faza 1: Bury–Piccadilly–Altrincham (1992)
- faza 2: Eccles (1999)
- faza 3: Media CityUk (2010)
- faza 3a: Oldham, Rochdale, wschodni Manchester (2009–2013)
- faza 3b: Ashton-under-Lyne, wschodnie Didsbury i lotnisko Manchester.

## Linie tramwajowe
| Użytkowane               |                      |                  |                                |                 |              |               |                          |                       |
| Nazwa linii              | Kolor linii na mapie | Data otwarcia    | Rodzaj torowiska               | Długość linii   | Ilość stacji | Częstotliwość | Stacja początkowa        | Stacja końcowa        |
| Airport line             | Granatowy            | 3 listopada 2014 | Torowiska w ulicy i wydzielone | 23,2 km         | 15           | 12 minut      | Port lotniczy Manchester | Cornbrook             |
| Altrincham line          | Żółty                | 15 czerwca 1992  | Wykorzystanie linii kolejowej  | 12,2 km         | 10           | 6 minut       | Altrincham               | Manchester Piccadilly |
| Bury line                | Zielony              | 6 kwietnia 1992  | Wykorzystanie linii kolejowej  | 15,9 km         | 10           | 6 minut       | Bury                     | Altrincham            |
| East Manchester line     | Jasnoniebieski       | 11 lutego 2013   | Torowiska w ulicy i wydzielone | 9,7 km          | 11           | 12 minut      | Bury                     | Etihad Campus         |
| East Manchester line     | Różowy               | 11 lutego 2013   | Torowiska w ulicy i wydzielone | 9,7 km          | 11           | 12 minut      | Ashton-under-Lyne        | Manchester Piccadilly |
| Eccles line              | Różowy               | 6 grudnia 1998   | Torowiska w ulicy i wydzielone | 6,4 km          | 11           | 12 minut      | Eccles                   | Manchester Piccadilly |
| Media City UK spur       | Brązowy              | 3 września 2010  | Wydzielone torowisko           | 0,3 km          | 2            | 12 minut      | MediaCityUK              | Manchester Piccadilly |
| Oldham and Rochdale line | Purpurowy            | 13 czerwca 2012  | Zaadaptowana linia kolejowa    | 23,8 km         | 19           | 12 minut      | Rochdale                 | wschodnie Didsbury    |
| South Manchester line    | Purpurowy            | 7 lipca 2011     | Zaadaptowana linia kolejowa    | 7,1 km          | 8            | 12 minut      | Didsbury                 | Rochdale              |
| Planowane                |                      |                  |                                |                 |              |               |                          |                       |
| Trafford Park line       | Nieznany             | 2019             |                                | 5,5 km (3,4 mi) | 6            |               | Salford                  | Pomona                |